# Berengar Rajmund I Prowansalski
Berengar Rajmund I, kataloński Berenguer Ramon (1115–1144) – hrabia Prowansji w latach 1131–1144.

## Życiorys
Był młodszym synem Ramona Berenguera III, hrabiego Barcelony, i Douce Prowansalskiej. Jego starszy brat - Ramon Berenguer IV po śmierci ojca otrzymał Barcelonę (ziemie dziedziczne ojca), Berengar Rajmund I po śmierci matki otrzymał Prowansję (ziemię dziedziczną matki).
W 1135 Berengar poślubił Beatrice, dziedziczkę Melgueil, córkę Bernarda IV, hrabiego Melgueil, i Wilhelminy de Montpellier. Para miała jednego syna:
- Rajmunda Berengara II (1140–1166), hrabiego Prowansji, Melgueil i Gévaudan, wicehrabiego Carladet i Millau.

Przez cały okres swoich rządów, Berengar walczył z rodziną z Baux, która zgłosiła pretensje do tronu. Berengar zamierzał oblegać Genuę, ale zmarł w Melgueil. Jego jedyny syn odziedziczył Prowansję, ale Melgueil dostało się drugiemu mężowi Batrice - Bernardowi V Pelet.